# 思想

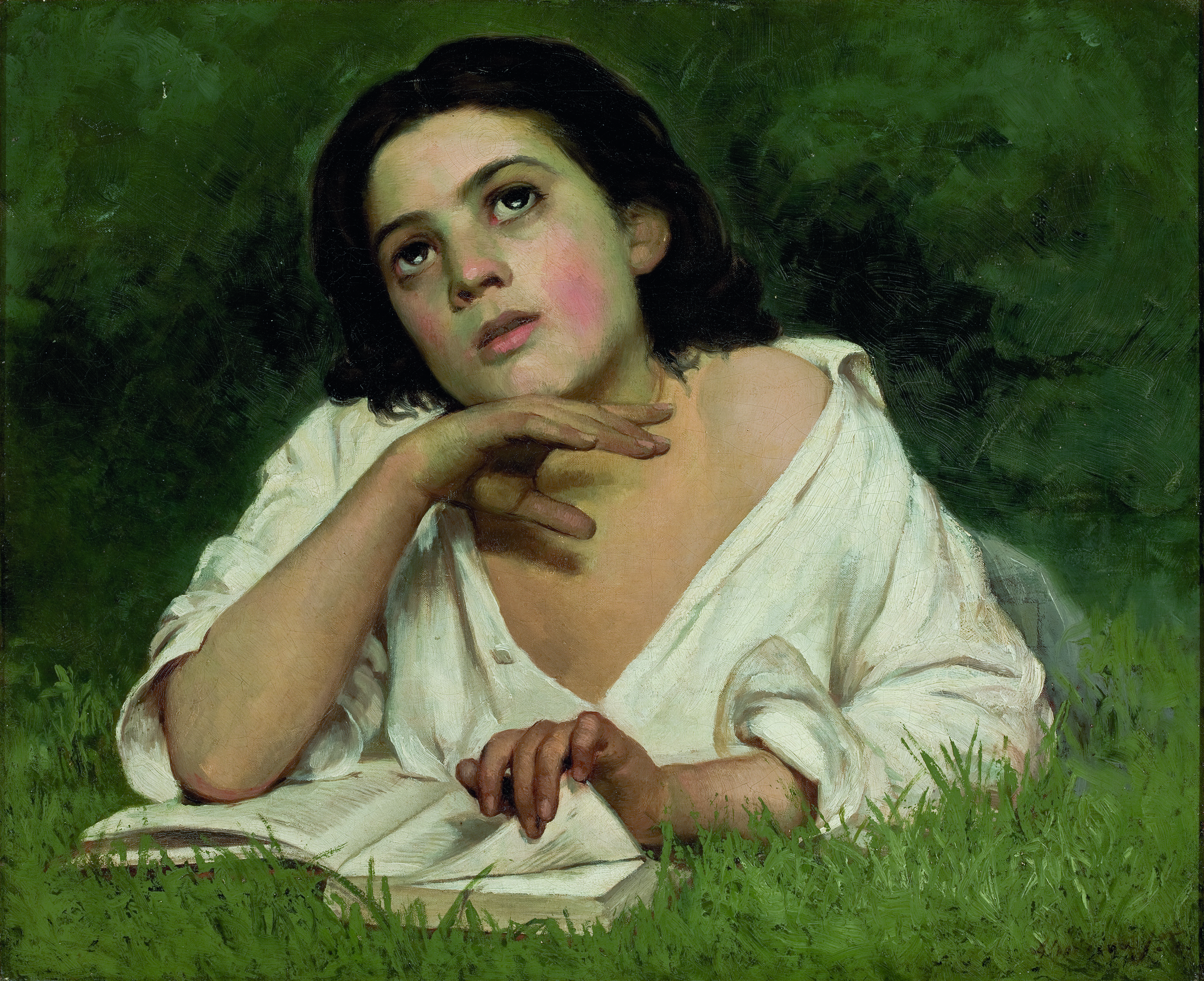
思想中。若塞·費爾拉茲·德·阿爾梅達·茹尼奧爾所畫的「書和一個女孩」。

在最常見的意義上，思想和思維是指可以獨立於感官刺激而發生的有意識的認知過程。它們最典型的形式是判斷、推理、概念形成、問題解決和審議（英語：deliberation）。但其他心智過程，如細思一個想法、記憶或想像，也經常包括在內。與感知不同，這些過程可以獨立於感覺器官在內部發生。但從最廣泛的意義上理解，任何心智事件都可以被理解為一種思維形式，包括知覺和無意識的心智過程。在稍微不同的意義上，“思想”一詞不是指心智過程本身，而是指由這些過程帶來的心智狀態或觀念系統。
已經提出了各種思維理論。它們旨在捕捉思維的特徵。柏拉圖主義者認為，思維在於辨別和檢查柏拉圖形式（英語：Platonic forms，參見理型論）及其相互關係。它涉及區分純粹的柏拉圖形式本身和在感官世界中發現的單純模仿的能力。根據亞里士多德主義，思考某事就是在一個人的頭腦中實例化思想對象的普遍本質。與柏拉圖主義相反，這些共相是從感官經驗中抽象化得到的，並且不被理解為存在於一個不變的可理解世界中。概念論與亞里士多德主義密切相關：它將思維與心智方面喚起的概念相結合，而不是實例化本質。內在言語理論（英語：Inner speech theories）宣稱，思維是一種內在言語的形式，其中詞語在思想者的腦海中默默表達。根據某些說法，這發生在常規語言中，例如英語或法語。另一方面，心語假說認為，這發生在一種稱為 Mentalese 的獨特心理語言的媒介中。這個想法的核心是語言表示系統是由「原子」（英語：atomic）和複合表示構建的，並且這種結構也存在於思想中。聯想主義者將思維理解為想法或圖像的接續；他們對支配思路如何展開的關聯法則特別感興趣。相比之下，行為主義者將思維與行為傾向相結合，將參與公共智能行為作為對特定外部刺激的反應。心靈計算理論是這些理論中最新的。它認為思維類似於計算機在訊息存儲、傳輸和處理方面的工作方式。
學術文獻中討論了各種類型的思維。判斷是一種心理操作，在這種操作中，一個命題被喚起，然後不是肯定就是否定。另一方面，推理是從前提或證據得出結論的過程。判斷和推理都依賴於相關概念的擁有，這些概念是在概念形成過程中獲得的。在解決問題的情況下，思維旨在透過克服某些障礙來達到預定的目標。深思熟慮（英語：Deliberation）是一種重要的實踐思維形式，它包括制定可能的行動方案並評估支持和反對它們的理由。這可能會導致通過選擇最有利的選項做出決定。情節記憶和想像都在內部呈現對象和情況，分別試圖準確地再現先前經歷的內容或作為自由重新排列的內容。無意識思想是在沒有直接體驗的情況下發生的思想。有時會假定解釋在沒有採用有意識思維的情況下如何解決困難的問題。
思想在各個學科中都有討論。現象學對思考的體驗感興趣。該領域的一個重要問題涉及思維的經驗特徵，以及這種特徵可以在多大程度上用感官經驗來解釋。除其他外，形而上學對心智與物質之間的關係感興趣。這涉及到思維如何適應自然科學所描述的物質世界的問題。認知心理學旨在將思想理解為一種資訊處理形式。另一方面，發展心理學調查思想從出生到成熟的發展，並探討這種發展取決於哪些因素。精神分析強調無意識在心智生活中的作用。與思想有關的其他領域包括語言學、神經科學、人工智能、生物學和社會學。各種概念和理論都與思想主題密切相關。 “思維規律”一詞指的是邏輯的三個基本法則：矛盾法則、排中法則和同一性法則。反事實思維涉及對非實際情況和事件的心理表徵，並探討在這些情況下，思考者試圖評估如果情況有所不同，情況會怎樣。思想實驗經常使用反事實思維來說明理論或測試其合理性。 批判性思維是一種合理的、反思的、專注於決定相信什麼或如何行動的思維形式。 積極思考或正向思考（英語：Positive thinking）涉及將注意力集中在自己處境的積極方面，這與樂觀密切相關。
思維包括所有（心理）過程，這些過程試圖從對思想、記憶和概念的內在關注中形成知識。 通常只有思想的最終產物才會有意識，而產生它們的思想過程則不會。
思維通常與知覺和直覺不同。這通常是因為知覺和直覺是非概念性的，但思想被理解為概念性或命題。思考可以基於一個想法，由感覺、情況、感官印象等自發觸發，也可以以抽象—建設性的方式發展。自動思維是無意識的、無意圖的、非自願的和不費力的，可以與有意識的、有意的、自願的和消耗性的受控思維區分開來。 口語化的語言顯示以主動形式思考：“我認為”和以被動感知形式思考：“我有一個想法”。丹尼爾·卡尼曼 (Daniel Kahneman) 還將“系統 1”與“系統 2”區分開來，“系統 1”自動快速地工作，只需很少或無需努力，無需有意識的控制，“系統 2”將它們分配給那些需要注意的劇烈心理活動。第二個系統的活動通常與作者身份（德語：Urheberschaft ）、選擇自由（德語：Wahlfreiheit）和注意力相關。
思考發生過程的細節是各個學科的研究課題。知識社會學、民族學、心理學（尤其是思維心理學，或作思想心理學，德語：Denkpsychologie）和認知科學對思維的看法截然不同。有些人試圖描述性地闡述當前的思維形式，並找到個人或群體的思維在一般、特定群體或個別情況下遵循的某些模式和啟發法。這些形式又可以從社會學、一般心理學、人格心理學或認知科學模型的角度來看。大腦研究和相關學科研究特定思維過程背後的心理、神經和生化機制。認識論、博弈論、邏輯和思想心理學研究思考必須遵循哪些規則，以便以有意義的方式處理感知，得出真正的信念，或者正確解決問題或得出結論。

## 思考过程
思考是高级的心理活动形式，人脑对信息的处理包括分析、抽象、综合、概括、对比系统的和具体的过程。这些是思考最基本的过程。
- 分析：分析是把一个事件的整体分解为各個部分，并把这个整体事件的各個属性都单独的分离开的过程。
- 综合：综合就是分析的逆向过程，它是把事件里的各个部分、各个属性都结合起来，形成一个整体的事件。
- 抽象：抽象是把事件的共有的特征，共有的属性都抽取出来，并对与其不同的，不能反映其本质的内容进行舍弃。
- 概括：概括是以比较作为其前提条件的，比较各种事件的共同之处以及不同之处，并对其进行同一归纳。

以上几种大概包含了思想过程的基本形式。

## 种类
思维的种类大概包括动作思维、形象思维、词語思维、无声思维、通讯思维、指导性思维、创造性思维、发散思维、聚合思维、联想思维、创新思维、系统化思维等。

## 理論
- 「有關思維過程以及思考機器理論的簡介」（Caianiello）[5] – 透過數學方程來為思維過程以及心理現象建模。
- 表面和本質：可以類比為思想的燃料和火（Hofstadter and Sander）[6] – 建構在類比上的理論。
- 有關語言和思想的神經理論（Feldman and Lakoff）[7] – 語言和空間關係的神經模型。
- ThoughtForms – The Structure, Power, and Limitations of Thought (Baum)[8] – 建構在心理模型上的理論。
- 無意識思維理論（英语：Unconscious Thought Theory）[9][10] – 無意識下的思維。
- 语言学理論–The Stuff of Thought (斯蒂芬·平克, 诺姆·乔姆斯基)[11] – 語言學以及認知的理論，認為思想是以句法以及語言遞歸的過程。
- 心語假說（杰瑞·福多）[12] – 心理狀態表徵的句法組合，也可以說「思考的語言」。
- 有關思想在大腦何處形成，如何形成，以及如何被傳遞，由另一個大腦來接收的可能性理論 Rajvanshi, Anil K. (2010), Nature of Human Thought （页面存档备份，存于）, ISBN 978-81-905781-2-7。

## 哲學
|  | 在這些發人深省的時間內最發人深省的是甚麼？是我們還不思考。 – 馬丁·海德格爾 |

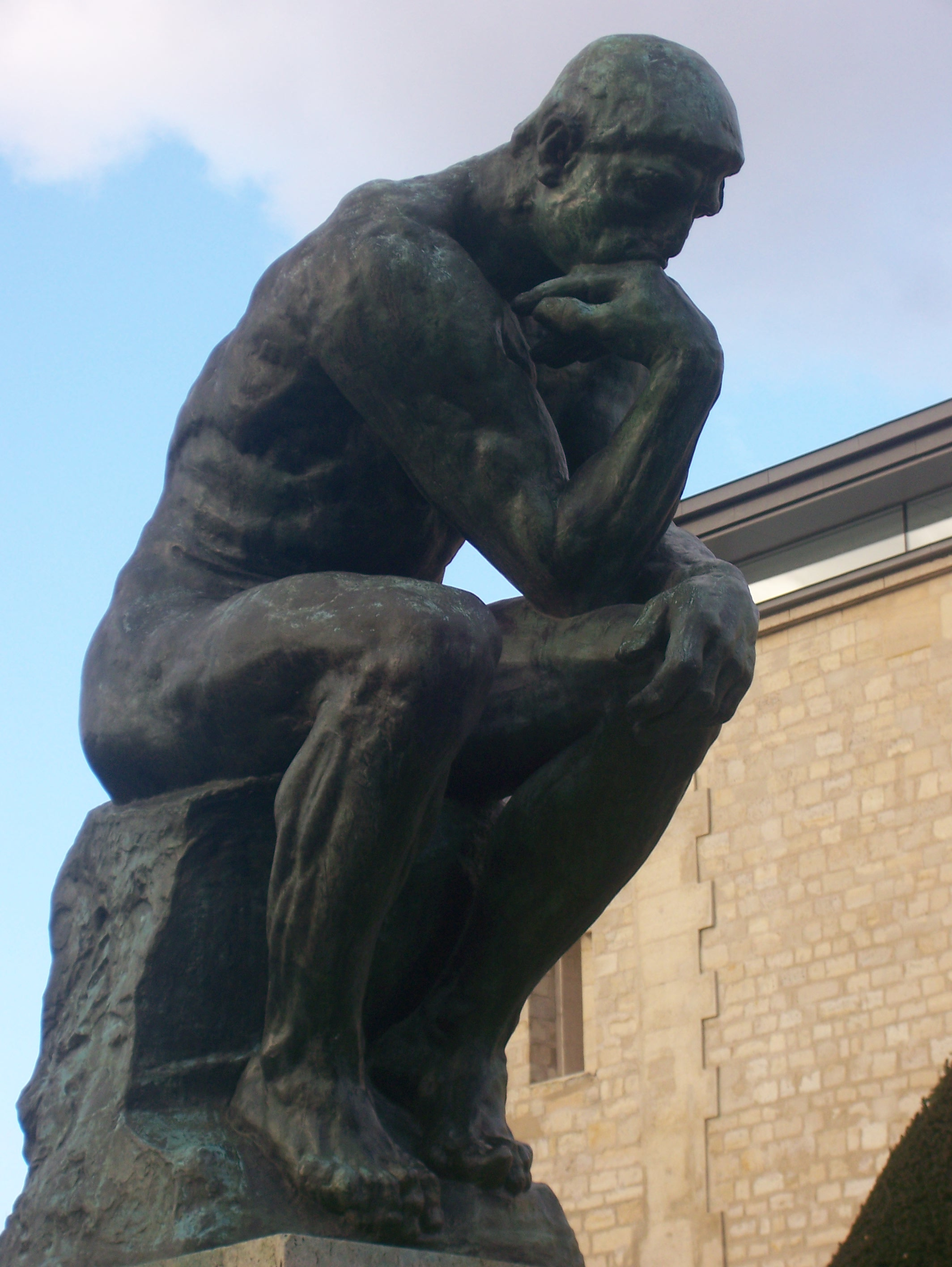
沉思者的原始塑像，位於巴黎的羅丹美術館。

哲學中的現象學運動看到了對思想了解方式的根本改變。馬丁·海德格爾在其著作《存在與時間》對於人的生存結構的現象學分析，對於思想有新的見解，也改變了了傳統的認知或是理性詮釋，這些都是人們了解思想的方式。這種有關非認知性了解的基礎角色，形成了1970到1980年代有關人工智慧的相關討論。
不過現象學不是現代西方哲學中唯一探討思想的學科。精神哲學是哲學中的一個分支，探討有關心靈、心靈事件、心靈功能、意識及其在身體（特別是大腦）中的關係。心物問題一般視為精神哲學的核心議題，不過也有其他論點認為．心靈的本質和其和身體之間的關係無關。

### 心物問題
心物問題是要說明心灵（或心理過程）和身體狀態或是過程之間的關係。哲學家在此領域研究的主要目的是要確認心靈以及心理狀態／過程的本質，以及心靈如何影響身體，或是被身體影響。
人的感覺經驗是依刺激來產生的，刺激從外在世界到達感觉系统，而刺激會改變人的心理狀態，最後讓人有感覺（可能是愉悅的或是不快的）。例如一個人想要吃一片比薩，會因此以特殊的方式移動身體往特定的方向移動，設法去拿到想要吃的比薩。問題是有可能從大腦中的許多灰質以及其中的電化學反應中產生有意識的經驗嗎？另一個相關的問題是如何解釋人的命題態度（信念或是慾望）可以讓人的神經元傳送信號，使肌肉依正確的方式收縮。這些是許多認識論學家以及心理哲學家面臨的問題（至少在勒内·笛卡尔的時代是如此的）。

### 功能主義以及心靈體現
上述的論點反映了有關認知，思考系統的古典的功能性描述。不過這個看似無法解決的心物問題，依體化認知（embodied cognition）的觀點，是可以克服的，而且已經有繞過此問題的作法，其理論根源是源自马丁·海德格尔、讓·皮亞傑、利維·維谷斯基、莫里斯·梅洛-龐蒂和實用主義者约翰·杜威的研究。
此研究方式認為傳統將心和物分開，研究心理過程的方式是錯的。相反的，應該將心靈、身體的行為、認知和設法的環境視為一個整體，這些會互相影響。因此單純針對心靈的功能分析就會留下無法解決的心物問題。

## 生物學
神經元是神經系統中可被激动的細胞，可以用電化學的訊號來處理或是傳遞資訊。神經元是腦部、脊椎动物的脊髓、无脊椎动物的腹神經索及其他週邊神經的主要組成部份。也有一些特殊功能的神經元：感覺神經元可以感知觸碰、聲音、光線及其他會影響感覺系統的刺激，並將訊號送到中樞神經及腦部。運動神經元接收腦部及中樞神經的訊號，並影響腺體或使肌肉收縮。中間神經元連接神經元及中樞神經（或是腦部）。神經元回應刺激，將刺激轉換為訊號送到中樞神經系統，中樞神經系統處理後送出回應訊號給身體的其他部位。神經元沒有經過有絲分裂，在受損後無法替換，不過目前有觀察到有些星形膠質細胞有細胞潛能，可以變成神經元。

## 心理學
心理學家將思考視為是心智上的努力，目的是為了找出疑問的答案或是解決實務上的問題。認知心理學是心理學的一個分支，主要在探討在問題解決、記憶或是語言使用時的內在心智過程。認知主義認為學習者透過認知過程，把各種資料加以儲存及組織，形成知識結構，其理論基礎是馬科斯·韋特墨、沃爾夫岡·苛勒及科特·考夫卡開始的格式塔學派以及讓·皮亞傑在兒童認知發展上的研究。
認知心理學家用心理物理学以及實驗來了解問題，診斷問題以及解決問題，其關注的是在刺激以及反應之間的心理過程。他們會研究不同層面的思考，例如推理心理學，人們如何作決定和選擇，如何解決問題，以及如何創作以及想像。認知心理學爭辯的是問題的解決是靠演算法－一些不需要完全瞭解，但可以提供解決方案的作法，還是启发法－一些可以瞭解的方法，但不一定可提供解決方案。认知科学和認知心理學不同的點在於认知科学希望用電腦來實現對人類行為的模擬。在其他情形下，解決方案可能是來自直覺，也就是突然之間對事物關係的了解。

## 精神分析学
在精神分析学中，西格蒙德·弗洛伊德定義了本我、自我、超我三種心理結構。依這種理論來看，沒有組織的本能趨勢是「本我」，心理中有組織的部份是「自我」，而批判及道德的部份是「超我」。
在精神分析学中，潛意識不是指所有意識以外的事物，而是在有意識思想中刻意忽略的東西，或是一個人不願意有意識的知道的東西。此觀點有點將人的意識和潛意識放在對立的位置，意識和潛意識交戰，目的設法隱藏潛意識的東西。若一個人感覺疼痛，他所想的就是就是減輕疼痛。他的願望（免於疼痛或是享受其他事物）會命令心智做該作的事。對弗洛伊德而言，潛意識是一些社會上無法接受的概念、希望或是慾望，或是因為心理壓抑機制潛藏的創傷記憶、痛苦記憶的存儲庫。不過這些內容不一定是負面的。以精神分析學的觀點來說，潛意識是一種只能以其影響來識別的力量。

## 政治學
思想在政治學上是某種政治學說和理論的總結，也被稱作“主義”，通常多會出現在一黨制或共產主義國家中，民主國家則較少，而且也不會出現類似共產主義國家或威權國家的強制性宣傳和教育行為，社會影響力也比較分散。
著名的政治思想有三民主義，毛澤東思想，霍查主義，斯大林主義，主體思想等。